# Antapistis leucospila
Antapistis leucospila là một loài bướm đêm trong họ Noctuidae.